# Johan Dahlin
Johan Helge Dahlin (Trollhättan, 8 settembre 1986) è un calciatore svedese, portiere del Malmö FF.

## Biografia
È fratello maggiore di Erik e figlio di Stefan, entrambi ex portieri.

## Carriera

### Club
Dahlin ha iniziato la carriera nelle serie minori svedesi, collezionando le prime presenze con le maglie dell'FC Trollhättan e dell'Åsebro IF. Dopo una sola stagione, in Division 3 (quinto livello del campionato svedese, è stato invitato a sostenere un provino dal Lyn Oslo, che gli ha poi fatto firmare un contratto valido fino al termine della stagione 2009.
Nel campionato 2005, Dahlin è stato la terza scelta per la porta del Lyn Oslo, alle spalle di Ali Al-Habsi e Nuno Marques. Con la partenza dei primi due portieri al termine dell'annata, Dahlin ha conquistato il posto da titolare della squadra, grazie alle buone prestazioni ottenute durante l'inverno. È stato così preferito dall'allora allenatore, Henning Berg, al nuovo arrivato Eddie Gustafsson. Ha totalizzato tredici apparizioni nella prima metà del campionato 2006. Il debutto è arrivato nella prima partita stagionale, contro lo Start, precisamente il 9 aprile 2006, incontro terminato con un pareggio per zero a zero. Dopo l'estate, i ruoli si sono ribaltati: Gustafsson è diventato il titolare e Dahlin ha giocato soltanto in caso di indisponibilità del primo portiere.
Nel campionato 2007, Dahlin ha continuato, principalmente, il suo ruolo di riserva di Gustafsson, totalizzando solo quattro apparizioni stagionali, ed è diventato chiaro che sarebbe stato in panchina anche l'anno successivo. Così, per giocare maggiormente, ha accettato un trasferimento in prestito agli svedesi del Trelleborg. Dopo aver giocato quattordici gare in Allsvenskan, è tornato al Lyn nell'agosto del 2008.
L'8 luglio 2009 è passato al Malmö FF, dove ha conquistato la maglia da titolare. Nonostante alcuni fastidi alla schiena, è riuscito a giocare la maggior parte delle partite rimanenti sia nell'Allsvenskan 2009 che nell'Allsvenskan 2010, culminata con la conquista del campionato. Nella stagione 2011 tuttavia ha dovuto saltare 20 delle prime 23 partite del campionato di quell'anno, sempre a causa di problemi fisici. Rientrato stabilmente, ha contribuito alla vittoria di un nuovo titolo nazionale nel 2013.
Nel gennaio del 2014 si è trasferito in Turchia al Gençlerbirliği, dove già stava militando il connazionale ed ex compagno di squadra Jimmy Durmaz. Nonostante il contratto fosse di tre anni e mezzo, la parentesi turca è durata solo un anno, complici alcuni motivi familiari che ufficialmente lo hanno portato a lasciare il club. Pochi giorni più tardi, il 5 gennaio 2015, è stato acquistato dai danesi del Midtjylland per circa 7 milioni di corone svedesi.
Nel luglio del 2017 è tornato al Malmö FF per tornare a ricoprire il ruolo di portiere titolare nell'anno in cui la compagine azzurra ha vinto il suo ventesimo titolo nazionale. Nell'estate del 2020 ha riportato un infortunio alla spalla che lo ha costretto ad operarsi e a perdere il resto della stagione, la quale è culminata con la conquista di un nuovo titolo nazionale. Per via dell'operazione ha dovuto saltare anche le prime giornate dell'Allsvenskan 2021, quindi il 3 luglio 2021 – dopo 298 giorni di assenza – è tornato in campo riprendendosi il posto da titolare che durante la sua assenza era stato occupato da Marko Johansson. A fine stagione, la squadra si è riconfermata campione di Svezia.
I successi del Malmö nelle edizioni 2023 e 2024 del campionato svedese lo hanno portato a vincere il torneo rispettivamente per la sesta e la settima volta, e a diventare così il giocatore con più titoli nazionali vinti nella storia del club, avvicinandosi al record assoluto di Thomas Ravelli il quale si laureò campione di Svezia per otto volte. Sul finire dell'Allsvenskan 2024, in un'annata in cui ha giocato 20 partite su 30 alternandosi talvolta con l'altro portiere Ricardo Friedrich, Dahlin si è infortunato al legamento crociato di un ginocchio.

### Nazionale
Dahlin ha debuttato nella Svezia under 21 durante il 2006, anno in cui ha totalizzato sei presenze. Nel 2009 è arrivato l'esordio in Nazionale maggiore. È stato selezionato per il campionato europeo Under-21 2009 disputato proprio in Svezia, torneo in cui Dahlin ha giocato sempre titolare fino all'eliminazione avvenuta in semifinale contro l'Inghilterra ai calci di rigore.

## Palmarès

### Club

#### Competizioni nazionali
- Campionato svedese: 7

Malmö: 2010, 2013, 2017, 2020, 2021, 2023, 2024
- Supercoppa di Svezia: 1

Malmö: 2013
- Coppa di Svezia: 2

Malmö: 2021-2022, 2023-2024